# Wereldkampioenschappen judo 1981
De Wereldkampioenschappen judo 1981 was de 11de editie van de Wereldkampioenschappen judo, en werd gehouden in Maastricht, Nederland van 3 september 1981 tot en met 6 september 1981

## Medaillewinnaars

### Mannen
| Gewichtsklasse | Goud                  | Zilver              | Brons                             |
| -------------- | --------------------- | ------------------- | --------------------------------- |
| -60 kg         | Yasuhiro Moriwaki     | Pavel Petrikov      | Felice Mariani Philippe Takahashi |
| -65 kg         | Katsuhiko Kashiwazaki | Constantin Niculae  | Jung-Oh Hwang Petr Ponomarev      |
| -71 kg         | Chong-Hak Park        | Serge Dyot          | Harl-Heinz Lehmann Vojo Vujevic   |
| -78 kg         | Neil Adams            | Jiro Kase           | Kevin Doherty Georgi Petrov       |
| -86 kg         | Bernard Tchoullouyan  | Seiki Nose          | David Bodaveli Detlef Ultsch      |
| -95 kg         | Tengis Sjubuluri      | Robert Van de Walle | Hyung-Joo Ha Roger Vachon         |
| +95 kg         | Yasuhiro Yamashita    | Gregori Veritchev   | Vladimir Kocman Juha Salonen      |
| Open           | Yasuhiro Yamashita    | Wojciech Reszko     | Andras Ozsvar Robert Van de Walle |

## Medaillespiegel
| Plaats | Land                           | Goud | Zilver | Brons | Totaal |
| 1      | Japan                          | 4    | 2      | 0     | 6      |
| 2      | Sovjet-Unie                    | 1    | 1      | 2     | 4      |
| 3      | Frankrijk                      | 1    | 1      | 1     | 3      |
| 4      | Zuid-Korea                     | 1    | 0      | 2     | 3      |
| 5      | Verenigd Koninkrijk            | 1    | 0      | 0     | 1      |
| 6      | België                         | 0    | 1      | 1     | 2      |
| 6      | Tsjecho-Slowakije              | 0    | 1      | 1     | 2      |
| 8      | Polen                          | 0    | 1      | 0     | 1      |
| 8      | Roemenië                       | 0    | 1      | 0     | 1      |
| 10     | Duitse Democratische Republiek | 0    | 0      | 2     | 2      |
| 10     | Canada                         | 0    | 0      | 2     | 2      |
| 12     | Italië                         | 0    | 0      | 1     | 1      |
| 12     | Hongarije                      | 0    | 0      | 1     | 1      |
| 12     | Joegoslavië                    | 0    | 0      | 1     | 1      |
| 12     | Finland                        | 0    | 0      | 1     | 1      |
| 12     | Bulgarije                      | 0    | 0      | 1     | 1      |
| Totaal | Totaal                         | 8    | 8      | 16    | 32     |